# Lienz
Lienz [líenc] je okresní město okresu Lienz v rakouské spolkové zemi Tyrolsko. Žije zde přibližně 12 tisíc obyvatel.
V Lienzi se nachází jeden ze tří výrobních závodů firmy Liebherr na výrobu lednic.

## Osobnosti města
- Hubert Rohracher (1903–1972), psycholog
- Albin Egger-Lienz (1868–1926), žánrový a historický malíř
- Fritz Strobl (* 1972), lyžař

## Partnerská města
- Görz, Itálie
- Jackson, Wyoming, USA
- Selçuk, Turecko